# Cai He
Pour les articles homonymes, voir Cai.
Dans ce nom chinois, le nom de famille, Cai, précède le nom personnel.
Cai He est le jeune frère de Cai Mao. Il aide Cai Mao dans sa tentative d’assassinat de Liu Bei lors d’un banquet à Xiangyang en le bloquant par l’est. 
Quelque temps avant la bataille de la Falaise rouge, alors qu’il est lieutenant-commandant de Cao Cao, il se livre aux Wu avec son frère Cai Zhong dans le but d’espionner ceux-ci. Cependant, Zhou Yu s’aperçoit que la capitulation était feinte et emploie le stratagème « d’être flagellé pour gagner la confiance de l’ennemi » où il utilise les frères Cai pour reporter à Cao Cao les châtiments publics infligés à Huang Gai et ce, dans le but de rendre crédible sa fausse soumission envers celui-ci. Juste avant que Huang Gai lance son attaque incendiaire sur la flotte de Cao Cao, Zhou Yu fait exécuter Cai He en guise de sacrifice aux drapeaux. 